# Luis Vívenes
Luis Felipe Vivénes Urbanesa (10 de julio de 1980) es un luchador venezolano de lucha libre. Participó en los Juegos Olímpicos de Pekín 2008 en la categoría de 96 kg, consiguiendo un 15.º puesto. Compitió en diez Campeonatos Mundiales, logró la 14.ª posición en 2015. Consiguió dos medallas de plata en los Juegos Panamericanos, de 2007 y 2011. Acabó en el cuarto lugar en 2003 y el séptimo en 2015. Logró cuatro medallas en los Juegos Centroamericanos y del Caribe, de oro en 2002 y 2010. Segundo en Campeonato Centroamericano y del Caribe en 2014. Obtuvo cuatro medallas de oro en los Juegos Suramericanos y dos en Juegos Bolivarianos. Ocho veces al podio de los Campeonatos Panamericanos.  